# Remedios Zafra
Remedios Zafra Alcaraz (Zuheros, Córdoba, 3 de noviembre de 1973) es una escritora, profesora y ensayista española, especialista en el estudio crítico de la cultura contemporánea, la antropología, el ciberfeminismo y la cultura digital. Su obra ha sido reconocida con diversos premios, entre ellos, el Premio Anagrama de Ensayo en 2017 y el Premio Internacional de Ensayo Jovellanos en 2022.

## Trayectoria
Licenciada en Antropología Social y Cultural por la Universidad Nacional de Educación a Distancia (UNED), Doctora y licenciada en Bellas Artes por la Universidad de Sevilla (2001) (tesis:Arte, Internet y Colectividad),estudios de doctorado en Filosofía Moral y Política por la UNED y Máster Internacional en Creatividad por la Universidad de Santiago de Compostela. Actualmente es profesora e investigadora del Instituto de Filosofía del Consejo Superior de Investigaciones Científicas. Ha sido profesora de Educación Artística en la Universidad Autónoma de Madrid, profesora tutora de Antropología en la UNED y entre 2002 y 2020 profesora titular en la Universidad de Sevilla. donde ha impartido docencia en Arte, Innovación, Estudios de Género y Cultura Digital (máster en Escritura Creativa y máster en Estudios de Género). Ha formado parte de los grupos de investigación "Antropología Urbana" de la UNED, "Escritoras y Escrituras" de la Universidad de Sevilla y Teorías Estéticas Contemporáneas (Universidad de Cádiz).

Ha colaborado en numerosas revistas y espacios editoriales nacionales e internacionales especializados en arte y cultura contemporánea como aleph, artszin, Eñe, Periférica, Asparkía, Feminismos, Teknokultura, Cuadernos Pagu, Quaderns de Psicología, Estudios Visuales, Quimera, Red Digital, Papers d'Art, entre otras, así como en Babelia (El País). Ha sido directora de la revista Mujer y cultura visual  y responsable de la sección "Arte" de Red Digital (MEC).

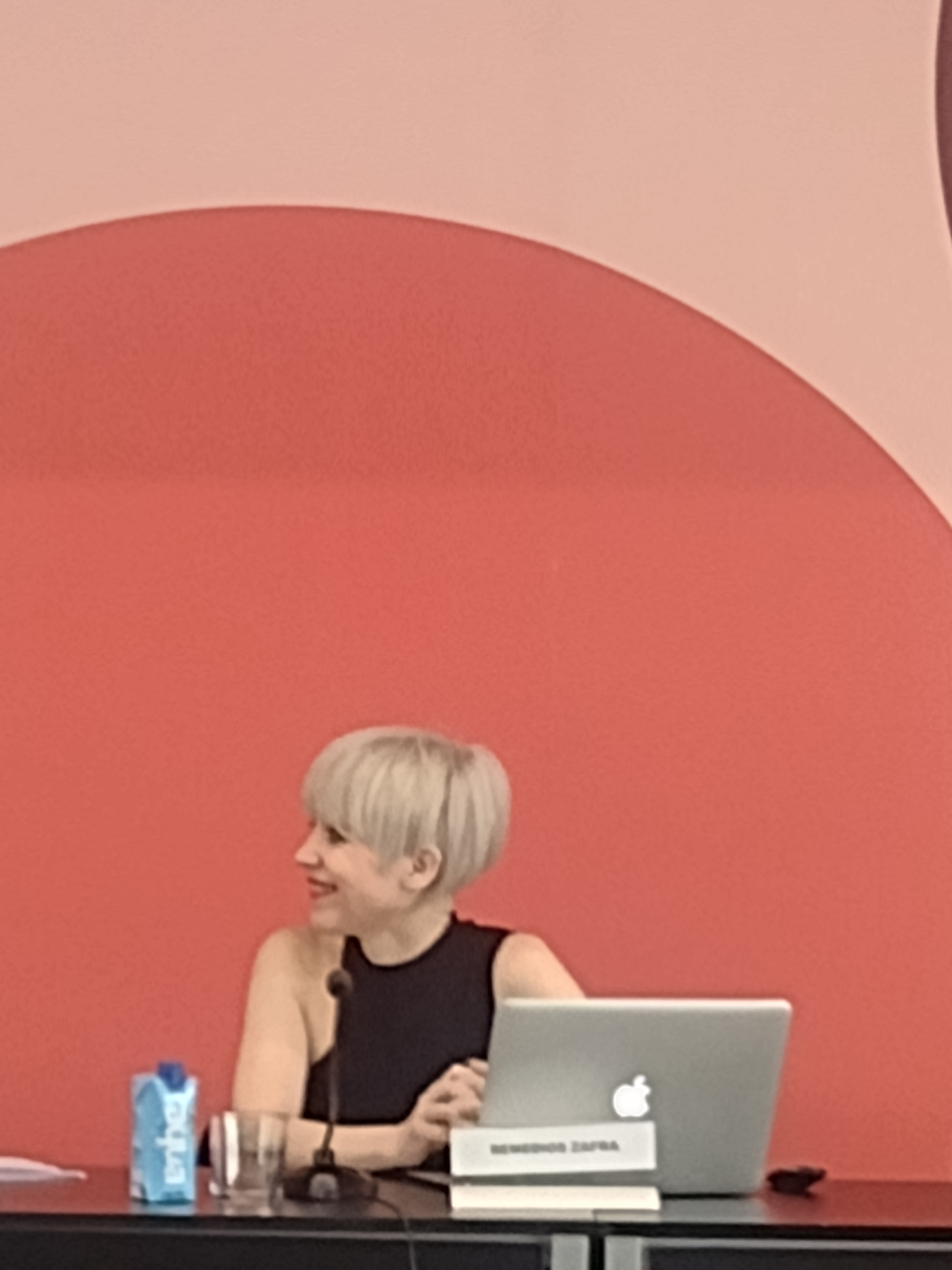
Remedios Zafra en el Círculo de Bellas Artes de Madrid, junio de 2023

Entre 2005 y 2006 ha formado parte del grupo de trabajo "Arte, Ciencia y Tecnología" de la Fundación Española para la Ciencia y la Tecnología (FECYT). Asimismo, ha comisariado varios proyectos sobre Arte, Género y Tecnología en Internet, entre ellos: la exposición de net.art "Violencia sin Cuerpos" dentro del proyecto interdisciplinar Cárcel de Amor. Relatos culturales sobre la violencia de género del Museo Nacional Centro de Arte Reina Sofía (MNCARS) en colaboración con Centro de Arte Contemporáneo Párraga de Murcia, Centro de Arte Contemporáneo de Almagro, Centre d’Art de la Panera, CAB de Burgos, Centro Museo Vasco de Arte Contemporáneo Artium, Filmoteca de Canarias y CaixaForum de Barcelona (2005-2006). En 2003 comisarió la primera exposición de net.art sobre ciberfeminismo en castellano: Habitar a (punto)net (espai > f, Mataró, Barcelona). Ha dirigido la plataforma y los Encuentros y Seminarios Internacionales "X0y1" sobre género y ciberespacio (CAAC, 2009, 2013); el curso "Ser/Estar en Internet. Dinámicas del sujeto conectado" (UAM, 2009); y el seminario "net.art (exergo)" (Mundos Digitales, La Coruña, 2004).
Ha sido investigadora  invitada y Visiting Scholar  en el Centre for the study of the networked image (School of Arts and Creative Industries) en la South Bank University de Londres (2016), en  el Royal College of Art, University of London en 2011, en Central Saint Martins College of Art and Design, University of the Arts London, 2010,  en el Instituto de Filosofía del Consejo Superior de Investigaciones Científicas (2006), en el Instituto Universitario de Estudios de la Mujer de la Universidad Autónoma de Madrid (2003-2004) y en la Universidad de Princeton (2016).
En 2017 el jurado compuesto por Jordi Gracia, Chus Martínez, Joan Riambau, Daniel Rico y la editora Silvia Sesé, le concede el 45.º premio Anagrama de Ensayo a la obra El entusiasmo. Precariedad y trabajo creativo en la era digital (Madrid, Editorial Anagrama, 2017).
Desde 2018 forma parte del patronato de la Real Academia de España en Roma.

## Obra

### Ensayo

#### Como autora
- Las Cartas Rotas. Espacios de igualdad y feminización en Internet (Instituto de Estudios Almerienses, 2000).
- Habitar en (punto)net (Universidad de Córdoba, 2001).
- Netianas. N(h)acer mujer en Internet (Lengua de Trapo, 2004).
- Un cuarto propio conectado. (Ciber)espacio y (auto)gestión del yo (Fórcola, 2010). Traducida al italiano como Sempre connessi. Spazi virtuali e costruzione dell'io (Giunti, 2012) y al inglés como A connected room of one's own. (Cyber)space and (self)management of the self (Fórcola, 2012).
- (h)adas. Mujeres que crean, programan, prosumen, teclean (Páginas de Espuma, 2013).[7]
- Ojos y capital (Consonni, 2015).[8]
- El entusiasmo. Precariedad y trabajo creativo en la era digital (Anagrama, 2017).[9]
- Frágiles. Cartas sobre la ansiedad y la esperanza en la nueva cultura (Anagrama, 2021).
- El bucle invisible (Nobel, 2022).
- El informe. Trabajo intelectual y tristeza burocrática. (Anagrama, 2024).[10]

#### Como editora
- X0y1 #ensayos sobre género y ciberespacio (Briseño, 2010).
- Ciberfeminismo. De Vns Matrix a Laboria Cuboniks (con Teresa López Pellisa) (Holobonte, 2019).[11]

### Narrativa
- Lo mejor (no) es que te vayas (Ministerio de Medio Ambiente, 2007).
- Historia de una mujer sin nombre (Briseño, 2012).
- #Despacio (Caballo de Troya, 2012).
- Los que miran (Fórcola, 2016).

### Poesía
- Espacios Magenta (2005).

## Premios
- Premio de Ensayo Carmen de Burgos (2000).
- Premio de Investigación de la Cátedra Leonor de Guzmán (2001).
- Premio de Ensayo Caja Madrid (2004).
- Premio de poesía Antonia Pérez Alegre (2005).
- Premio Literario Mujeres del Medio Rural del Gobierno de España (2006).
- Mención de honor en el Premio de Escritos sobre Arte (2009).
- Premio de Comunicación no sexista de la Associació de Dones Periodistes de Catalunya (2010).
- Premio Málaga de Ensayo por (h)adas. Mujeres que crean, programan, presumen, teclean (2013).
- Premio El Público a las Letras (Canal Sur) por (h)adas (2013).[12]
- Premio Meridiana a iniciativas artísticas y culturales, Instituto Andaluz de la Mujer (2014).
- Premio Estado Crítico al mejor ensayo de 2017.
- Premio Anagrama de Ensayo, por El entusiasmo. Precariedad y trabajo creativo en la era digital (2017).[13][14]
- Premio Internacional de Ensayo Jovellanos, por El bucle invisible (2022).[2]